# چرکس‌ها در ایران
چِرکِس‌ها در ایران یک اقلیت قومی هستند. اکثر چرکس‌های ساکن ایران، از دوران صفویه و قاجار در این سرزمین زندگی می‌کنند، اگرچه تعدادی از آنها در اواخر قرن نوزدهم و در پی نسل‌کشی چرکس‌ها به ایران مهاجرت کردند. چرکس‌ها در ایران در چند قرن اخیر بسیار تأثیرگذار بوده‌اند. اکثریت قریب به اتفاق آنها زبان فارسی را پذیرفته‌اند و تعداد قابل توجهی دیگر به زبان‌های بومی چرکسی صحبت نمی‌کنند. زمانی چرکس‌ها یک اقلیت بسیار بزرگ در ایران بودند، اما امروزه به دلیل جذب زیاد در طول زمان و عدم وجود سرشماری بر اساس قومیت، تخمین جمعیت آنها بسیار متفاوت است. با این حال، پس از گرجی‌ها، آنها بزرگ‌ترین گروه قفقازی در ایران شناخته می‌شوند.
در قرن‌های ۱۶ و ۱۷ میلادی، شاهان صفوی، به‌ویژه شاه طهماسب اول و شاه عباس اول، تعداد زیادی از مردم قفقاز، از جمله چرکس‌ها، گرجی‌ها و ارمنی‌ها را به ایران منتقل کردند.  این افراد عمدتاً به‌عنوان اسیر جنگی یا در قالب جابجایی‌های اجباری به ایران آورده شدند.  بسیاری از آن‌ها در مناطق مختلف ایران، به‌ویژه در غرب اصفهان، اسکان داده شدند. 
در اوایل قرن ۱۹، بازدیدکنندگانی مانند J. M. Kinneir گزارش دادند که حدود ۱۰۰۰ خانواده چرکس در منطقه اصفهان زندگی می‌کردند.  تا آن زمان، آن‌ها به اسلام گرویده بودند، اما هنوز با ایرانیان ازدواج نکرده و زبان چرکسی را حفظ کرده بودند. 
در مسیر اصفهان به شیراز، دو گروه از چرکس‌ها برای محافظت از جاده در برابر حملات عشایر مهاجم اسکان داده شدند.  برخی از آن‌ها در روستای امین‌آباد، جنوب‌شرقی قمشه، ساکن شدند.  گروه بزرگ‌تری نیز در شهر کوچک اسپاس و اطراف آن مستقر شدند.  در قرن ۱۷، مسافران مشهوری مانند Pietro Della Valle و Jean Baptiste Tavernier از این مناطق بازدید کردند. 
با ساخت جاده جدید از طریق آباده و ده‌بید در قرن ۱۸، کاروان‌ها اسپاس را دور زدند و اقتصاد منطقه رو به افول گذاشت.  برخی از چرکس‌های اسپاس در قبیله فارسی‌مدان از کنفدراسیون عشایری قشقایی جذب شدند و به یکی از طوایف آن تبدیل شدند.  این چرکس‌ها، که به «چرکسی‌لو» معروف بودند، به زبان ترکی سخن می‌گفتند و تنها بازمانده ملموس از جامعه چرکس اسپاس محسوب می‌شوند. 
در سال‌های ۱۸۹۰-۹۱، طبق گزارش de Morgan، یک جامعه کوچک از چرکس‌ها در دزفول، خوزستان وجود داشت.  او مشاهده کرد که آن‌ها ویژگی‌های نیاکان خود را به‌خوبی حفظ کرده‌اند و با وجود مسلمان شدن، هنوز زبان خود را فراموش نکرده‌اند.  اما امروزه اثری از این جامعه چرکس باقی نمانده است. 
وضعیت کنونی چرکس‌ها در ایران 
امروزه، چرکس‌های ایرانی یک گروه قومی هستند که در مرکز و جنوب ایران زندگی می‌کنند.  جامعه چرکس در شهر دزکُرد (منطقه چرکس) هویت چرکسی متمایز خود را تا به امروز حفظ کرده است، در حالی که جنبه‌هایی از فرهنگ ایرانی مانند زبان فارسی و اسلام شیعه را نیز پذیرفته‌اند. 
تعداد چرکس‌ها در ایران از ۵٬۰۰۰ تا بیش از ۵۰٬۰۰۰ نفر تخمین زده می‌شود.  اما متأسفانه تنها حدود ۵٬۰۰۰ نفر از آن‌ها هویت خود را حفظ کرده‌اند.
چرکس‌های ایران تاریخ طولانی دارند. تا حد زیادی، آنها همان نقشی را داشتند که برادرانشان در همسایگی عثمانی داشتند. بسیاری از آنها وارداتی، تبعیدی و برده بودند، اما بسیاری از خانواده‌های برجسته اشرافی را نیز در امپراتوری تشکیل می‌دادند، در حالی که بسیاری دیگر از آنها شاه‌ساز، فرماندهان نظامی، سربازان، صنعتگران و دهقانان بودند، در حالی که بسیاری از همسران شاهان و زنان را نیز در حرمسرا تشکیل می‌دادند. در زمان پادشاهان مختلف صفویه و قاجار، بسیاری از چرکس‌ها در نهایت در ایران زندگی می‌کردند.

## دوره صفویه
اولین حضور چرکس‌ها در ایران به اوایل دوره صفویه برمی‌گردد، زمانی که شیخ جنید به مناطق مختلف چرکس حمله کرد و اسیران را به ایران آورد. از زمان شاه تهماسب اول (سلطنت ۱۵۲۴–۱۵۷۶)، چرکس‌ها شروع به ایفای نقش مهمی در جامعه ایران کردند و به عنوان یک گروه قومی بزرگ در امپراتوری‌های متوالی مستقر در ایران ظاهر شدند.در قرن‌های ۱۶ و ۱۷، صفویان تعداد زیادی از عناصر قفقازی را وارد جامعه ایران کردند.  بین سال‌های ۱۵۴۰ تا ۱۵۵۳، شاه طهماسب چهار لشکرکشی به قفقاز انجام داد و در جریان این حملات، اسیران چرکس، گرجی و ارمنی را به ایران آورد.  بیشتر این اسیران زنان و کودکان بودند که بسیاری از آن‌ها به دربار معرفی شدند.  مردان به‌عنوان غلامان سلطنتی خدمت می‌کردند و برخی از زنان با شاه یا شاهزادگان ازدواج کردند. 
شاه طهماسب چندین همسر از قفقاز داشت و از نه پسری که به بلوغ رسیدند، حداقل پنج نفر از مادران قفقازی بودند.  به‌تدریج، آن‌ها به یک جناح قدرتمند تبدیل شدند که در زمان مرگ طهماسب برای قدرت با قزلباش‌ها رقابت می‌کردند.  دربار صحنه توطئه‌های متعددی بود که زنان حرم سلطنتی، هر یک با حمایت جناح قومی خود، سعی در قرار دادن نامزد خود بر تخت سلطنت داشتند. 
یکی از چهره‌های تأثیرگذار در اواسط قرن ۱۶، پری‌خان خانم، دختر یک زن چرکس به نام سلطان‌آغا خانم، همسر طهماسب بود.  او «باهوش‌تر از سایر شاهزادگان» توصیف شده و نظر و مشورتش برای پدرش ارزشمند بود.  او در دو مورد نقش پادشاه‌ساز ایفا کرد: ابتدا با حمایت از اسماعیل میرزا پس از مرگ شاه طهماسب و سپس با قرار دادن سلطان‌محمد خدابنده بر تخت سلطنت.  با این حال، با مرگ پری‌خان خانم، دخالت چرکس‌ها در عرصه سیاسی صفویان برای مدتی متوقف شد، اما به‌طور کامل پایان نیافت
شاه تهماسب اول برای ایجاد تعادل در برابر منافع قبیله‌ای، قومی و مورد علاقه قزلباش‌ها که باعث عدم تعادل سیستم می‌شد، اولین گام‌ها را برای ایجاد یک لایه جدید در جامعه ایران برداشته بود. پادشاهان قبل از تهماسب و خود او اغلب به دلیل نفوذ بسیار قوی قزلباش‌ها در تمام عرصه‌های امپراتوری، خود را ناتوان از حکومت مؤثر می‌یافتند. قزلباش‌ها از همان روزهای اول، ستون فقرات صفویه را تشکیل داده بودند و همیشه نیروی نظامی قابل توجهی را نیز فراهم می‌کردند که صفویان برای مدت طولانی به آن متکی بودند. برای شکستن این سیستم، به یک وزنه تعادل نیاز بود و یک لایه جدید در جامعه وسیله‌ای بود که از طریق آن می‌توان به آن دست یافت. این لایه جدید در جامعه، «نیروی سوم» نامیده می‌شد، زیرا آنها یک طبقه قومی جدید یا «نیرو» در کنار ترکمان‌ها و ایرانی‌ها بودند. این لایه جدید که توسط تهماسب اول آغاز شد، از صدها هزار قفقازی مسیحی و بت‌پرست، عمدتاً چرکس و گرجی، تبعیدی، وارداتی، برده و مهاجر تشکیل می‌شد. این لایه جدید جامعه در نهایت توسط شاه عباس اول (حکومت ۱۵۸۸–۱۶۲۹) به‌طور کامل انجام و اجرا شد.
از این لایه جدید اجتماعی، نیروی نظامی جدیدی نیز تأسیس شد؛ نیرویی که مستقیماً در هر نقطه از امپراتوری، با سلطه قزلباش‌ها مقابله می‌کرد، آنها را از تمام مناصب خود برکنار می‌کرد و بدین ترتیب قدرت پادشاهان را بر سلطنت تثبیت می‌کرد. این غلامان یا «بردگان نظامی» بخشی از این لایه تازه ایجاد شده در جامعه بودند. سیستم برده‌داری غلامان، اگرچه توسط شاه تهماسب اول آغاز شد، اما توسط شاه عباس اول تکمیل و به‌طور کامل اجرا شد و رتبه و پرونده آن از این تعداد انبوه از چرکس‌ها، گرجی‌ها، ارمنی‌ها و دیگر مردمان قفقاز مانند لزگی‌ها تشکیل شده بود. در نهایت، این تعداد زیاد چرکس‌ها و دیگر قفقازی‌ها که تنها به شاه وفادار بودند، جایگزین قزلباش‌ها شدند و از طریق سیستم با آنها برای هژمونی و برتری سیاسی رقابت کردند و پیروز شدند، اگرچه گاهی اوقات با یکدیگر نیز رقابت می‌کردند.
چرکس‌ها بخش بزرگی از این ارتش‌های نخبه (به اصطلاح غلامان) را تشکیل می‌دادند و بنابراین نقش محوری ایفا می‌کردند. این ارتش نخبگان [سیستم برده] در اجرایی شدن و شکل‌گیری آن مشابه ینی‌چری‌های عثمانی همسایه بود. کسانی که در ارتش بودند، پس از آموزش پیشرفته، گرویدن به اسلام، و تربیت توسط خانواده‌های مسلمان، بهترین آموزش و تجهیزات نظامی را دریافت کردند و قوی‌ترین نیرو و طبقه امپراتوری بودند. تعداد زیادی از چرکس‌های دیگر، مانند گرجی‌ها، در تمام جنبه‌ها و موقعیت‌های ممکن دیگر که امپراتوری‌ها ارائه می‌کردند، مانند حرمسرا، اداره مدنی، اداره نظامی، دهقانی و صنایع دستی، در میان دیگران، به کار گرفته شدند و مستقر شدند، در حالی که تعداد زیادی دیگر در ابتدا در مناطق مختلف در سرزمین اصلی ایران، از جمله گیلان، مازندران و فارس ساکن شدند.
به گفته توماس هربرت، که در نیمه اول قرن هفدهم در ایران صفویه بود، اسپاس محل سکونت حدود ۴۰۰۰۰ چرکس و گرجی مسیحی تبعیدی بود. در زمان سلطنت شاه سلیمان اول (سلطنت ۱۶۶۶–۱۶۹۴)، تخمین زده می‌شود که تنها در اصفهان، پایتخت صفویه، ۲۰۰۰۰ چرکس، داغستانی و گرجی زندگی می‌کردند.
بسیاری از شاهان، شاهزادگان و شاهزاده خانم‌ها از نسل چرکس‌های اصیل بودند. بسیاری از اشراف صفوی در دربار چرکس بودند. در واقع، صفوی‌ها، اجدادشان که به شدت مختلط هستند، شامل چندین دودمان چرکس هستند. شاه عباس دوم (حکومت ۱۶۴۲–۱۶۶۶) و شاه سلیمان اول (حکومت ۱۶۶۶–۱۶۹۴) تنها نمونه‌هایی از بالاترین اشراف هستند که از مادران چرکس به دنیا آمده‌اند.

## دوره قاجار
پس از اخراج گسترده چرکس‌های بومی شمال غربی قفقاز در سال ۱۸۶۴ عمدتاً به سمت امپراتوری عثمانی، برخی نیز به قاجار ایران همسایه گریختند که با امپراتوری عثمانی و روسیه امپراتوری هم‌مرز بود. در ایران، دولت سیاست جذب را دنبال کرد و جذب تدریجی پناهندگان قفقاز را در جمعیت آغاز کرد. برخی از این تبعیدشدگان پس از ۱۸۶۴ به درجات بالای مختلفی مانند تیپ قزاق فارس رسیدند، جایی که هر عضو ارتش یا چرکس یا هر نوع قوم دیگری از قفقاز بود.

## امروزه
علیرغم جذب زیاد در طول قرن‌ها، سکونتگاه‌های چرکس تا قرن بیستم ادامه داشته است. با این حال، زبان‌های چرکسی که زمانی توسط اقلیت بزرگ چرکس به‌طور گسترده استفاده می‌شد، دیگر تعداد قابل توجهی از گویشوران در ایران ندارد. پس از گرجی‌ها، چرکس‌ها دومین گروه بزرگ قفقازی در ایران هستند که تعداد قابل توجهی را تشکیل می‌دهند.
همچنین، روستایی بنام چرکس نیز در شهرستان سنقر استان کرمانشاه وجود دارد.

## مشاهیر
ایرانیانی که بخشی یا تمام تبار آن‌ّا چرکس بود:
- فوزیه، ملکه ایران (1941–1948).[۷]
- شاهدخت شهناز پهلوی
- اردشیر زاهدی
- خسرو جهانبانی
- خسرو جهانبانی
- شاه سلیمان یکم
- ترزا سامپسونیا
- یوسف آقا چرکس
- پریخان خانم
- سلطان آغا خانم
- شاه عباس دوم
- شمخال‌خان سلطان
- نکهت (همسر شاه عباس دوم)
- کیخسرو خان چرکس
- قزاق خان چرکس، حاکم شروان، فرماندار دسته‌های قزلباش (گوی‌تپه و کنسلو)[۴]
- فرهاد بیگ چرکس
- خواجه محمد صفوی
- محمدباقر میرزا
- بهبود خان چرکس
- سلیمان میرزا
- شاه صفی یکم
- آنا
- نجفقلی خان چرکس
- فریدون خان چرکس